# Doona
Notes
2 juin 2006 : Lancement du site

7 juin 2006 : Déclaration de création à la sous-préfecture des Sables-d'Olonne

22 juillet 2006 : Parution de l'annonce de création dans le JOAFE

17 décembre 2020 : Déclaration de dissolution à la sous-préfecture des Sables-d'Olonne

19 janvier 2021 : Parution de l'annonce de dissolution dans le JOAFE
Doona était une association loi de 1901. Elle a notamment mis en place Doona.fr, le premier moteur de recherche à but humanitaire sur Internet, ainsi qu'ActuDuCoeur.org, un portail de diffusion gratuite d'actualités humanitaires et a tenté de mettre en place son projet Festival Humanitaire. Pionnière dans la proposition d'un service de recherche web éthique, sa création a été déclarée à la sous-préfecture des Sables-d'Olonne le 7 juin 2006 et a été publiée dans le Journal officiel Associations le 22 juillet 2006. Plusieurs années après la décision des membres, sa dissolution a été déclarée, à la même sous-préfecture, le 17 décembre 2020 et l'annonce parue le 19 janvier 2021.

## But de l'association
« Cette association à but humanitaire et non lucratif a pour objectif de générer des fonds financiers de ses propres moyens afin de redistribuer cet argent à d’autres œuvres humanitaires et de réaliser ses propres manifestations caritatives : par exemple, il serait envisageable de distribuer des peluches aux enfants hospitalisés, d’organiser des spectacles gratuits pour les plus démunis, etc. » (extrait des statuts de Doona).

## Les différents logos
Le logo de Doona n'a pas toujours été le même.

### Les logos officiels
Le premier logo officiel a été réalisé par le président fondateur de l'association, Nicolas Desmarets.
Pour l'actuel, c'est un partenariat avec Wilogo qui a permis aux utilisateurs de choisir leur logo préféré parmi les différentes propositions.

### Les logos événementiels
Les logos événementiels ont été réalisés par Marion Jolly et Nicolas Desmarets.

## Le moteur de recherche Doona.fr
Le service principal proposé par Doona est un métamoteur de recherche financé par les adhésions et dons de ses membres, redistribuant entièrement l'argent la publicité affichée sur son service, à différentes associations humanitaires s'étant inscrites sur Doona, telles que La Gerbe, Emmaüs ou WWF,,.
Chaque mois où l'association a les moyens de faire un don, elle organise un vote sur son site pour que les internautes choisissent le destinataire du don du mois. Tout internaute peut voter pour son association favorite. À la fin du mois, l'association humanitaire comptabilisant le plus de votes reçoit le don. Le lauréat du mois est mis hors-vote durant trois nouveaux votes consécutifs pour faciliter le roulement.
À l'origine, le moteur de recherche utilisait uniquement la technologie de son partenaire Exalead pour répondre aux requêtes,. Par la suite, d'autres moteurs de recherche plus pertinents furent choisis pour la recherche « Web » afin de répondre à l'exigence des utilisateurs mais Exalead continue d'être utilisé pour les recherches spécialisées « Images », « Videos », « Wikipedia » et « Blogs ».
De septembre 2011 à septembre 2012, Doona réintègre une régie publicitaire, celle de Yahoo. Cette dernière est indissociable du moteur de recherche de la firme.
À la suite d'une mésentente, entre Yahoo et Doona sur les statistiques d'utilisation de l'API Yahoo Boss, Doona ne peut plus utiliser cet outil et perd les annonces publicitaires de Domain Development Corporation (DDC), ce dernier étant le partenaire de syndication de Yahoo Boss.
Le 29 septembre 2012, une solution de transition est mise en place grâce à l'outil gratuit Yahoo Hosted Search qui s'autofinance par les annonces publicitaires. Doona ne peut donc plus récolter d'argent pour les projets en lice des associations inscrites sur le site, hormis le surplus des dons et adhésions.
Fin septembre 2012, des difficultés de financement se posent.
Depuis 2014, le site n'est plus accessible.

### Les différentes versions
- Version 1 (de 2006 à 2007)
- Version 2 (2007)
- Version 3 (Béguin) (de décembre 2007 à avril 2008)
- Version 4 (for You) (2008)
- Version 5 (Verily Best) (de 2009 à 2010)
- Version 6 (Six'y Doona) (de 2011 à sa fermeture en juillet 2014)[16]